# Battaglia delle alture di Seelow
La battaglia delle alture di Seelow è stata combattuta tra il 16 e il 19 aprile 1945, nel contesto delle operazioni che portarono le truppe sovietiche dell'Armata rossa all'assedio e alla conquista di Berlino.
Questo scontro deve dunque essere inquadrato nella più complessiva offensiva che il comando sovietico avviò nel mese di aprile nel settore Oder-Neisse, che avrebbe dovuto portare (secondo i piani) le truppe dell'Armata rossa a festeggiare la ricorrenza del 1º maggio in una Berlino occupata.
Sulle alture Seelow si fronteggiarono circa un milione di soldati sovietici del 1º Fronte bielorusso (compresi 78 556 soldati della 1ª Armata polacca), comandati dal Maresciallo Georgij Žukov, e i quasi 91 000 effettivi della IX Armata tedesca, al comando del Generale Theodor Busse.
La sconfitta delle forze tedesche in questo teatro liberò ai sovietici la strada verso Berlino e determinò l'accerchiamento della IX Armata e la seguente battaglia di Halbe.

## Premessa
Con la caduta di Königsberg il 9 aprile 1945, il comando sovietico fu finalmente libero di riposizionare il 2º Fronte bielorusso (2FB) del Generale Rokossovskij ad ovest, sulla sponda orientale del fiume Oder. Si avviò così un complessivo ridispiegamento di forze sul fronte occidentale sovietico.
Il maresciallo Žukov, che con il suo I Fronte Bielorusso (1FB) aveva fino ad allora occupato la linea sovietica lungo l'Oder, poté concentrare le sue forze da Francoforte fino al Mar Baltico, nell'area di fronte alle Alture Seelow. Il 2FB si spostò nelle posizioni lasciate libere dal 1FB a nord delle Alture Seelow.
A sud il Maresciallo Ivan Konev spostò il peso principale del I Fronte Ucraino (1FU) al di fuori dell'Alta Slesia, a nord-ovest del fiume Neiße.
La confusione generata da un così ampio ridispiegamento delle forze sovietiche su praticamente tutta la linea del fronte generò dei varchi, attraverso i quali i resti della II Armata tedesca, che erano rimasti intrappolati in una sacca nei pressi di Danzica, trovarono una via di fuga attraversando l'Oder e ricongiungendosi al Gruppo d'armate Vistola.
Nel complesso, i tre fronti sovietici contavano 2,5 milioni di uomini, 6 250 carri armati, 7 500 aerei, 41 600 pezzi di artiglieria e mortai, 3 255 lanciarazzi multipli Katjusa montati su camion (soprannominati Organi di Stalin), e 95 383 veicoli a motore, molti dei quali di fabbricazione statunitense.
Il Generale Gotthard Heinrici, subentrato a Himmler nel comando del Gruppo d'armate Vistola il 20 marzo, iniziò subito ad organizzare la difesa tedesca con le scarse forze rimastegli a disposizione, seguendo gli schemi della cosiddetta "difesa elastica".
Heinrici stimò correttamente che la principale spinta sovietica sarebbe avvenuta attraverso l'Oder e lungo la principale autostrada in direzione est-ovest. Egli decise di non cercare di difendere le sponde del fiume con nulla più che una cortina di leggere schermaglie. Invece fece in modo che i suoi genieri fortificassero le Alture Seelow, che sovrastavano l'Oder nel punto in cui l'autostrada lo attraversava.
Il comandante tedesco iniziò ad assottigliare le linee in altre aree per aumentare il numero di uomini disponibili per difendere le alture. I genieri dell'esercito tedesco trasformarono in una palude la piana alluvionale dell'Oder, già saturata dalle piogge primaverili, liberando l'acqua di una riserva a monte. Dietro a questa palude costruirono tre cinture difensive, che arrivavano fino ai sobborghi di Berlino. Queste linee furono ulteriormente fortificate con buche e postazioni per cannoni anticarro, oltre che con un'estesa rete di trincee e bunker.

## La offensiva dell'Oder-Neisse
L'offensiva sovietica lungo la linea Oder-Neisse ebbe inizio nelle prime ore del 16 aprile, con un massiccio bombardamento da parte di migliaia di pezzi di artiglieria e di razzi Katjusa. Poco dopo, e ben prima dell'alba, il 1FB attaccò attraverso l'Oder, verso le alture di Seelow, mentre il 1FU concentrò il suo attacco a sud attraverso il Neisse.
Lo scopo di questa offensiva era quello di spezzare la resistenza tedesca alle porte di Berlino, circondando la capitale del Reich in una morsa letale. Secondo i piani dell'Alto Comando sovietico, avallati da Stalin in persona, l'onore del primo assalto a Berlino sarebbe stato riservato alle truppe del 1FB di Žukov. Tuttavia, anche a causa delle forti difficoltà incontrate nello sfondamento delle linee tedesche presso le alture Seelow, iniziò una sorta di competizione tra i due fronti sovietici per chi avesse per primo raggiunto i sobborghi di Berlino.

## Le forze in campo

### Le truppe sovietiche
Le forze che si affrontarono in battaglia evidenziavano una schiacciante supremazia degli attaccanti sovietici sotto ogni punto di vista.
Il 1FB disponeva di nove armate regolari e di due armate corazzate; in tutto erano presenti sul campo di battaglia, per quanto riguarda i sovietici, ben 77 divisioni di fanteria, 2 di cavalleria, 5 divisioni corazzate e due corpi meccanizzati, 8 divisioni di artiglieria, 1 divisione con artiglieria pesante della Guardia e molte altre brigate con vari pezzi d'artiglieria e lanciarazzi Katjuša. In tutto il 1FB disponeva di 3 059 tra carri e cannoni semoventi, oltre a 18 934 pezzi di artiglieria e mortai.
Otto delle undici armate sovietiche erano posizionate lungo l'Oder al momento dell'inizio dell'attacco: nel settore nord la LXI Armata e la I Armata polacca facevano guardia alle posizioni sul fiume; la testa di ponte presso Küstrin era invece presidiata da quattro armate (la III, la V, la XLVII e l'VIII della Guardia) pronte a lanciarsi all'attacco; a sud la LXIX e la XXXIII Armata facevano guardia al fronte presso Guben; la II Armata corazzata, la III Armata e la I Armata corazzata della Guardia rimanevano invece nella riserva agli ordini di Žukov.
Il peso maggiore dell'attacco, dunque, sarebbe stato sulle spalle delle quattro armate posizionate nella testa di ponte; in particolare la V e l'VIII Armata sarebbero entrate in contatto con la parte del fronte meglio difesa dai tedeschi nel settore dove l'autostrada per Berlino attraversava le alture di Seelow.

### Le truppe tedesche
La IX Armata tedesca, posizionata nel tratto di fronte comprensivo delle alture di Seelow, aveva al suo attivo 14 divisioni con 587 carri (512 operativi, 55 in riparazione e 20 in transito), 1 930 pezzi d'artiglieria e 695 cannoni antiaerei.
Sul fianco destro di questa formazione operava la III Armata corazzata, mentre più a sud il fronte era protetto dalla IV Armata Panzer, cui si contrapponeva il 1FU.
Le principali responsabilità nell'organizzazione della strategia di difesa delle linee tedesche erano state affidata al Generale Gotthard Heinrici, comandante del Gruppo d'armate Vistola cui spettava la difesa del tratto di fronte che andava da Stettino e il fiume Neisse. Heinrici era stato posto al comando di quest'unità il 20 marzo 1945, rilevando il Reichfuhrer delle SS Himmler.
Il comandante tedesco cercò di mettere a frutto l'enorme esperienza maturata sul fronte orientale, realizzando un dispositivo incentrato sulla dottrina della cosiddetta difesa elastica. Alla fine del conflitto, Heinrici spiegò in questo modo i principi tattici su cui impostò la difesa tedesca in questa difficile battaglia: "quando accertavo che i russi si concentravano per un attacco, ritiravo le mie truppe, con il favore della notte, dalla prima alla seconda linea, di solito arretrata di circa due chilometri. Il risultato era che i russi menavano il loro primo colpo a vuoto e che i loro ulteriori attacchi non avevano lo stesso impeto. Naturalmente, una condizione necessaria del successo era la conoscenza della data precisa dell'attacco, e questo cercavo di ottenerlo mandando pattuglie a catturare prigionieri. Dopo che l'attacco russo era stato infranto, continuavo a mantenere la seconda linea come nuova posizione avanzata, mentre nei settori che non erano stati attaccati le truppe avanzavano di nuovo per rioccupare la prima linea. Il sistema funzionò benissimo nella battaglia dell'Oder; l'unico svantaggio era costituito dalla scarsità delle nostre forze, dopo che se ne erano sprecate tante, senza necessità, con la difesa rigida di posizioni che era impossibile tenere".
Come anticipato, il comandante tedesco aveva previsto che il maggior peso dell'offensiva sovietica si sarebbe avuto nell'area sovrastata dalle alture Seelow; il grosso delle truppe tedesche fu così posizionato a difesa di questo importante punto strategico, tralasciando l'organizzazione di una linea di difesa sulle rive del fiume.
In questo settore furono organizzate ben tre linee di difesa, le cui posizioni furono fortificate facendo ricorso a tutte le ultime risorse di artiglieria e di armi anticarro disponibili. L'ultima delle tre linee di difesa tedesche era distante più di 16 chilometri dalla linea del fronte.
Le unità della IX Armata impegnate nella battaglia furono posizionate in questo modo: il CI Corpo d'armata e il XI Corpo d'armata delle SS avrebbero difesa il fianco sinistro; il LVI Corpo d'armata corazzato sarebbe stato impegnato nel tratto centrale; il V Corpo d'armata delle SS, infine, avrebbe operato sul fianco sinistro in prossimità con le posizioni della IV Armata corazzata.

## Sulle alture Seelow

### 16 aprile
L'attacco iniziò alle prime ore del 16 aprile con un violento bombardamento di artiglieria. Nonostante la superiorità dei mezzi, questo primo assalto si risolse in modo non favorevole ai sovietici; Heinrici infatti riuscì ad anticipare l'attacco sovietico e ritirò in tempo le sue truppe dalla prima linea di trincee, risparmiandole così dal duro impatto dell'assalto iniziale.

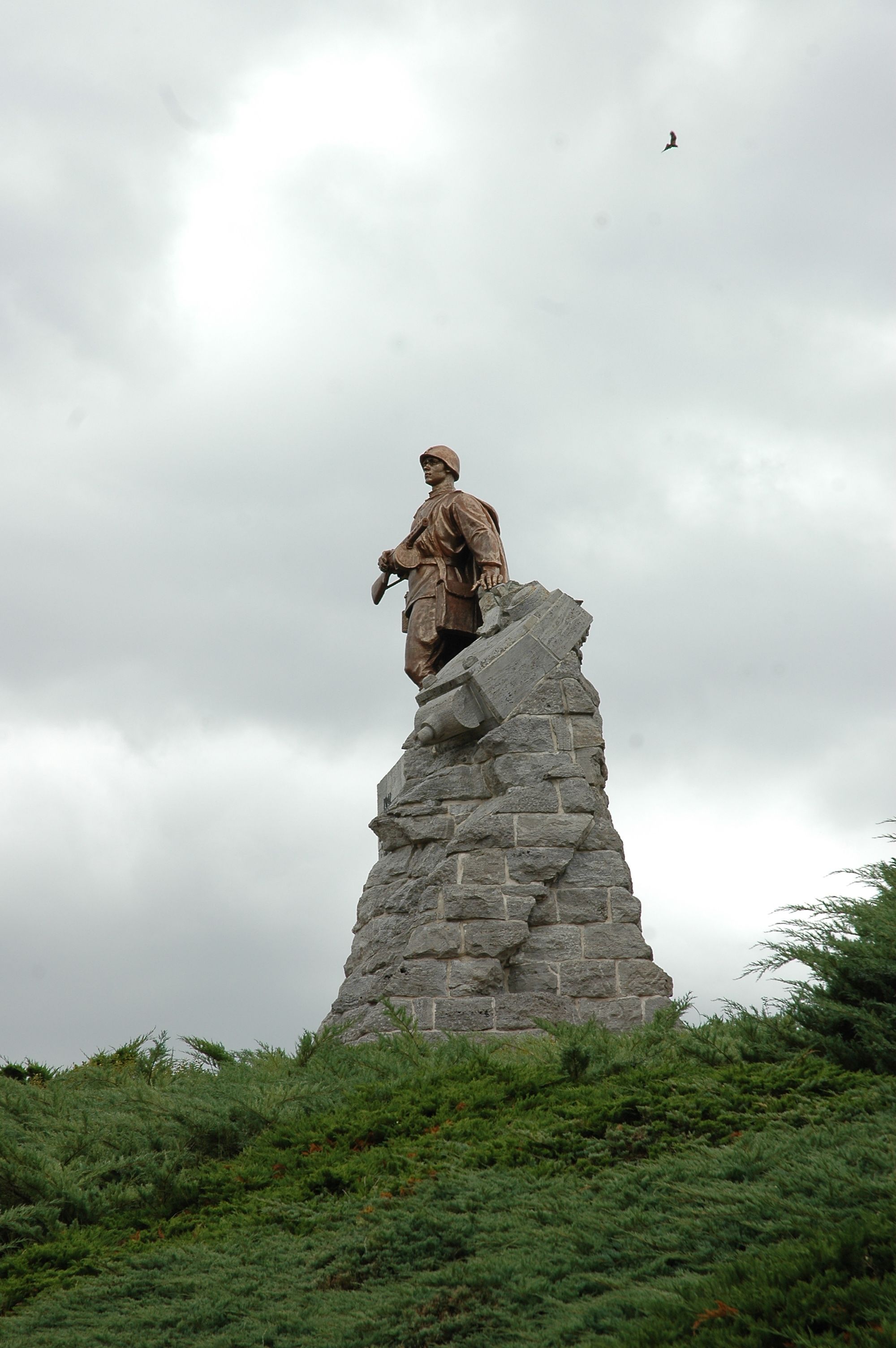
Il monumento ai caduti sovietici eretto presso le Alture Seelow

Oltretutto l'idea di Zhukov di far illuminare il campo di battaglia con 143 riflettori, con lo scopo di accecare i difensori e infondere panico nelle linee nemiche, finì per rivelarsi assai controproducente: il riverbero delle luci nella foschia del primo mattino rendeva più agevole ai difensori rilevare i profili delle formazioni sovietiche attaccanti, rendendole in questo modo un bersaglio più facile. Il terreno paludoso inoltre rappresentò un grosso ostacolo e, sotto il fuoco di contro-sbarramento tedesco, le perdite sovietiche furono enormi.
Frustrato dalla lenta avanzata, o per ordine diretto di Stalin, Žukov lanciò subito in campo le sue riserve, che nei suoi piani dovevano essere risparmiate per sfruttare l'atteso sfondamento iniziale. All'inizio della sera, un'avanzata sovietica di quasi sei chilometri era stata ottenuta in alcune aree, ma le linee tedesche erano rimaste intatte.
Mentre il 1FB incontrava un'accanita resistenza tedesca sulle alture Seelow, più a sud l'attacco del 1FU di Konev procedeva con regolarità, rispettando i piani. Alla fine del primo giorno di combattimenti Žukov venne costretto a riportare a Stalin che la Battaglia delle alture Seelow non stava andando come previsto. Per spronare il suo maresciallo a risolvere positivamente la battaglia nel minor tempo possibile, Stalin gli comunicò che avrebbe dato a Konev il permesso di guidare le sue armate di carri, da sud verso Berlino. In questo modo il dittatore sovietico mise sostanzialmente in competizione i due comandanti, che si contendevano il prestigio di essere i primi a conquistare la capitale del Terzo Reich.

### 17 aprile
Il secondo giorno il personale del 1FB si ridusse a setacciare le retrovie alla ricerca di qualsiasi truppa che potesse essere mandata in battaglia. La tattica sovietica di usare attacchi in massa si stava rivelando più costosa del solito. La notte del 17 aprile il fronte tedesco davanti a Žukov rimaneva solido, anche se alcune unità sovietiche erano riuscite a sfondare la seconda linea difensiva tedesca, guadagnando ulteriori chilometri verso Berlino.
A mettere in difficoltà ulteriore le forze della IX Armata lungo le alture di Seelow non c'era solo il sostanziale squilibrio di forze, ma anche lo sfondamento che il 1FB stava operando a sud ai danni del Gruppo d'armate Centro: l'avanzata di queste unità, infatti, iniziò a minacciare il fianco destro del dispositivo difensivo di Heinrici.

### 18 aprile
Il 18 aprile entrambi i fronti sovietici fecero solidi progressi, ma le perdite furono ancora sostanziali. Le truppe del 1FB riuscirono a sfondare le truppe tedesche a nord delle alture Seelow, scatenando una controffensiva in cui furono lanciate le due divisioni di riserva tedesche (11. SS Panzergrenadier Division Nordland e 23. SS Panzer Grenadier Division Nederland). Alla fine di una lunga giornata di battaglie, il 1FB aveva guadagnato ulteriori 3-5 chilometri sul fianco destro del proprio fronte e altri 3-8 chilometri nel settore centrale. La cosa più importante, comunque, fu che al calar della notte gli uomini di Žukov erano ormai giunti a contatto con la terza e ultima linea difensiva tedesca.

### 19 aprile
Il 19 aprile, quarto giorno di battaglia, il 1FB irruppe attraverso l'ultima linea delle alture Seelow e nient'altro che formazioni tedesche in rotta si frapponevano tra questo e Berlino. I resti della IX Armata, che avevano tenuto le alture, e i resti del fianco nord della IV Armata Panzer, erano in pericolo di venire accerchiati da elementi del 1FU.
Le forze di Zukov sfondarono le posizioni della IX Armata, infliggendo danni pesantissimi a tutto il dispositivo di difesa tedesco. Ormai a corto di mezzi e a rischio di essere accerchiato, il LVI Corpo d'armata corazzato fu costretto a ritirarsi e ad abbandonare Müncheberg, a soli 30 km da Berlino. Più a nord, la II Armata corazzata della Guardia sfondò le posizioni dell'XI Corpo d'armata delle SS, facendo così saltare tutta l'ala sinistra della IX Armata e riuscendo a spingersi per diversi chilometri all'interno delle linee nemiche.
Heinrici ordinò a quel punto a Busse di arretrare il fronte, ma Hitler annullò subito l'ordine e impose a Busse di mantenere le posizioni. Al termine di pochi giorni di battaglia, la vittoria sovietica era stata netta; tuttavia il tributo di mezzi e uomini da parte dell'Armata rossa fu enorme.

## Conclusioni
La linea difensiva sulle alture di Seelow fu la più grande tra quelle costruite prima di Berlino. Il Generale Heinrici ebbe modo di dire prima della battaglia che questa sarebbe potuta durare solo tre o quattro giorni senza la necessaria quantità di rinforzi. I rinforzi non arrivarono e la battaglia durò effettivamente quattro giorni. Con la caduta delle alture Seelow, la strada per Berlino era ormai spianata per i sovietici.